# 沈克非
沈克非（1898年3月2日—1972年10月9日），名賢亞，男，浙江嵊县人，中国外科学家、医学教育家，中国外科学的先驱者之一，有“外科第一刀”之称。

## 生平
沈克非是浙江省嵊州市甘霖镇人。1924年获美国凱斯西儲大學医学院医学博士学位。
1926年归国并在北京协和医院从医。1929年到南京协助筹建中央医院，曾任院长。1941年任行政院衛生署副署長和陆海空军总司令部医监。1943年5月11至15日，中華醫學會第十四次大會（即合併後第六次大會）在重慶歌樂山中央衛生實驗院禮堂召開，會議選舉沈克非任理事長。
二战结束后，任国际外科学会中国分会负责人，英国皇家外科学会会员。1946年6月7日，派任聯合國衛生組織成立大會中國代表團首席代表
1950年成功施行中国第一例脑瘤手术，切除右额叶肿瘤。1954年，他当选为第一届全国人大代表。9月，他出席第一次会议讨论宪法草案，期间并发言。